# Хрістіан Ґеснер
Хрістіан Ґеснер (нім. Christian Gessner, 16 червня 1968) — німецький плавець.
Учасник Олімпійських Ігор 1992 року.
Призер Чемпіонату світу з водних видів спорту 1991 року.
Призер Чемпіонату Європи з водних видів спорту 1991 року.